# Adziguezhi
Adziguezhi (en georgiano: აძიგეჟი; en abjasio: Аӡыгьажь) es una aldea que pertenece a la parcialmente reconocida República de Abjasia, parte del distrito de Sujumi, aunque de iure pertenece al municipio de Sojumi de la República Autónoma de Abjasia de Georgia.

## Geografía
Adziguezhi se encuentra en la orilla derecha del río Gumista, a 10 km de Sujumi. La aldea se administra desde el pueblo de Zemo Eshera.

## Demografía
La evolución demográfica de Adziguezhi entre 1959 y 1989 fue la siguiente:
| 400                                                 | 561 |
| (Fuente: Population of Abkhazia since Soviet times) |     |

Antes de la guerra de Abjasia, la mayoría de la población local eran armenios.